# Steak Me Amadeus
Steak Me Amadeus (La Carne de Amadeus en Hispanoamérica y Movida en el Amadeus en España) es el cuadragésimo y último episodio de la cuarta temporada de Regular Show. Es el episodio número 120 de la serie, en general. El episodio trata sobre que Mordecai le pide a Margarita ser su novia, pero la Banda Capicola lo arruinará. Se estrenó el 12 de agosto del 2013 en Estados Unidos.
Este episodio continúa la historia iniciada en "Fuzzy Dice" (Temporada 3) y "T.G.I. Tuesday" (Temporada 4), y es continuado en "Laundry Woes" (Temporada 5).

## Sinopsis
El episodio comienza con Margarita y Mordecai pasando tiempo juntos en diversos lugares. Para pedirle que sea su novia oficialmente, Mordecai decide llevarla a La Carne de Amadeus. Rigby sostiene que dicho restaurante lujoso es caro, pero Mordecai le enseñó todos los Dólares Amadeus (Papaleta se los dio) que ha ido canjeando a los trabajadores del Parque para llevarla gratis ahí. Entonces, Rigby le da a Mordecai sus Dólares Amadeus para contribuir en su cita. Mientras Mordo se dirige a La Carne de Amadeus, canta la canción de Margarita (la cual compuso en el episodio "Butt Dial"). Cuando llega al local, la Dependienta descubre que los Dólares Amadeus son falsos, llama al FBI, y detienen a Mordo.
Tras ir junto con los trabajadores a un cuarto de interrogación, la Agente Kessler decide detenerlo a él y la pandilla, pero tras que Mordo explica la situación y Papaleta confiesa que él que le dio los Dólares Amadeus era un tipo desconocido, un Miembro del FBI convence a Kessler de no arrestarlos, con tal que atrapen al sujeto durante la cita con Margarita. Mordecai y Rigby, preparados para la cita y para la captura del falsificador, están listos, y Papaleta llama al sujeto falsificador. El Miembro del FBI, Rigby, y un Camarero Infiltrado ayudan a Mordo. Durante la cita, el Camarero Infiltrado le notifica a Mordecai que ya llegó el sujeto, por lo cual le pide a Margarita que lo espere un rato.
El misterioso sujeto le entrega un maletín lleno de falsificaciones de Dólares Amadeus, pero en ese momento, Margarita, aburrida de esperar, se acerca y pregunta qué está pasando y por qué Rigby está ahí. Mordo le pide a Margarita que vaya a la mesa, pero el sujeto le dice que mejor se quede ahí. El falsificador saca su arma, y se da a conocer, quien no era más que el Oso Líder/Osos Principal/Papá Oso de la Banda Capicola, quien había regresado para vengarse de la pandilla del Parque y del FBI (debido a los hechos de "Fuzzy Dice"). Este explica que sobrevivió a la explosión de la bazooka del FBI, y que junto con sus Louie y Lady Pata, crearon los Dólares Amadeus, para entregárselos a Papaleta y atraer a Mordo y a Rigbone.
En ese momento, Kessler, el Miembro del FBI, y los trabajadores del Parque entran en acción y empieza un tiroteo contra la Banda Capicola (Louie y Lady Pata también empiezan a atacar). Durante el tiroteo, Margarita le revela a Mordecai que no puede ser su novia, puesto que aceptó ir a la Universidad Milten, y huye de la escena. En ese momento, Oso Principal/Oso Líder/Papá Oso insulta a la universidad, provocando que Amadeus Martínez llegue con una bazooka y lo mate tanto a él y Louie y Lady Pata.
Al día siguiente, Rigby y Mordecai empiezan a beber gaseosas en el tejado de la Casa de los Maellard, tras que Mordo dejó a Margarita en el Aeropuerto de La Ciudad, dando por finalizado el final de temporada.

## Reparto de Voces
- J. G. Quintel - Mordecai "Mordo", Fantasmano
- William Salyers - Rigby
- Mark Hamill - Skips
- Sam Marin - Benson Dunwoody, Papaleta Maellard, Mitch "Musculoso" Sorrenstein
- Roger Craig Smith - Thomas/Nikolai, Morelli, Amadeus Martínez
- Janie Haddad - Margarita Smith
- Jennifer Hale - Agente Kessler
- John Cygan - Oso Líder/Oso Principal/Papá Osos, Miembro del FBI, Agente Costello